# Teach-In
Teach-In (av eng. ord för "antikrigsprotest") var en musikgrupp från Nederländerna som startades i Enschede 1968. Gruppen upplöstes 1980.
Teach-In är mest kända för att ha vunnit Eurovision Song Contest 1975 med bidraget Ding-A-Dong. I denna uppsättning av gruppen var Getty Kaspers, John Gaasbeek, Chris de Wolde och Ard Weeink med.

## Diskografi

### Album
- 1974: Roll Along [CNR Records]
- 1975: Festival [CNR]
- 1975: Get On Board [CNR]
- 1977: See the Sun [Negram]
- 1979: Teach In (Greenpeace) [CNR]

### Singlar
- 1971: "Spoke the Lord Creator" / "Darkness of Life"  [CBS]
- 1971: "Can't Be So Bad" / "Take Me to the Water"  [CBS]
- 1972: "So Easy to Sing" / "My Name is Honey" [CBS]
- 1974: "Fly Away" / "Bye Bye Bye"  [CNR]
- 1974: "In the Summernight" / "Old Friend Goodbye"  [CNR]
- 1974: "Tennessee Town" / "There Ain't No Time"  [CNR]
- 1975: "Ding-A-Dong" / "Ik heb geen geld voor de trein"  [CNR]
- 1975: "Ding-A-Dong" / "The Circus Show"  [CNR]
- 1975: "Goodbye Love" / "Sailor Man"  [CNR]
- 1976: "Rose Valley" / "Lala Love Song"  [CNR]
- 1976: "Upside Down" / "Please Come Home" [Negram]
- 1977: "A Ride in the Night" / "A Wonderful Feeling"  [Negram]
- 1977: "See the Sun" / "All Around" [Negram]
- 1977: "My Rock & Roll Song" / "Our Story" [Negram]
- 1978: "Dear John" / "Instrumental John" [CNR]
- 1979: "The Robot" / "Wellcome Back" [CNR]
- 1979: "Greenpeace" / "Greenpeace Part 2" [CNR]
- 1980: "Regrets" / "Things We Say"  [RCA]
- 1980: "Bad Day" / "I Wish You All The Luck" [RCA]